# 澤列涅 (喬爾特基夫區)
48°34′43″N 26°11′53″E / 48.57861°N 26.19806°E
澤列涅（烏克蘭語：Зелене），是烏克蘭的村落，位於該國西部捷爾諾波爾州，由喬爾特基夫區負責管轄，面積1.39平方公里，海拔高度205米，2001年人口408，人口密度每平方公里293.5人。